# Summit Lake (Josephine Creek)
Summit Lake är en sjö i Kanada.   Den ligger i distriktet Algoma och provinsen Ontario, i den sydöstra delen av landet, 700 km väster om huvudstaden Ottawa. Summit Lake ligger 377 meter över havet. Den ligger vid sjön Parks Lake.
I omgivningarna runt Summit Lake växer i huvudsak blandskog. Trakten runt Summit Lake är nära nog obefolkad, med mindre än två invånare per kvadratkilometer.